# Passo do Fréjus
O Passo do Fréjus (em francês:  Col du Fréjus) é um colo de montanha a 2 540 m de altitude e que fica entre Modane, no Vale da Maurienne, Saboia, do lado francês e Bardonecchia, no  Vale de Susa, Piemonte, do lado italiano.
O Passo do Fréjus , ao mesmo tempo que é uma fronteira França-Itália, faz parte da divisória de águas  entre o Mar Adriático e o Mar Mediterrâneo.